# KNM-TH 13150
KNM-TH 13150 es el nombre de catálogo, conocida también comúnmente como mandíbula de Tabarin u hombre de Tabarin, de un fósil de una mandíbula parcial de 
Australopithecus anamensis o Ardipithecus ramidus, de una antigüedad de entre 4,15 y 5,25 millones de años, encontrada por Kiptalam Cheboi, en 1984, en un nuevo yacimiento paleontológico en Tabarin, Baringo (Kenia) y fue publicado por S. Ward y A. Hill en 1987.
Las iniciales KNM del nombre corresponden a Kenya National Museum (ahora conocido como National Museums of Kenya) y TH al yacimiento paleontológico de Tugen Hills.

## Descripción
El fragmento mandibular derecho conserva dos molares, M1 y M2, casi intactos, incluidas las coronas.

## Taxonomía
El fósil ha tenido y tiene atribuciones a distintos géneros y especies según distintos estudiosos. Los primeros descriptores, Ward y Hill (1987), lo catalogaron como Australopithecus afarensis. En 1989 Ferguson lo descartó, pero diez años después, 1999, Wood sigue mencionando la atribución de A. afarensis por distintos autores, sin descartar que con nuevos hallazgos haya cambios, y concluye con la duda entre Ardipithecus ramidus y A. anamensis, decantándose por la segunda.. En 2001, Cela y Ayala lo encajan en la atribución inicial a afarensis, pero indicando, de nuevo, lo difícil de asegurar por la falta de muestras. Sin embargo, el propio Wood, en 2015 apoya la elección de Ardipithecus ramidus.